# لسان أسود
اللسان الأسود (بالإنجليزية: Melanoglossia)‏ هيَ حالة طبية يصبح فيها لون اللسان أسود، ويحدث هذا الأمر نتيجةً لعدوى بكتيرية أو لرد فعل تحسسي.